# Weiden am See
Weiden am See (ungarisch Védeny, kroatisch Bajdin) ist eine Marktgemeinde mit 2597 Einwohnern (Stand 1. Jänner 2025) im Burgenland im Bezirk Neusiedl am See in Österreich.

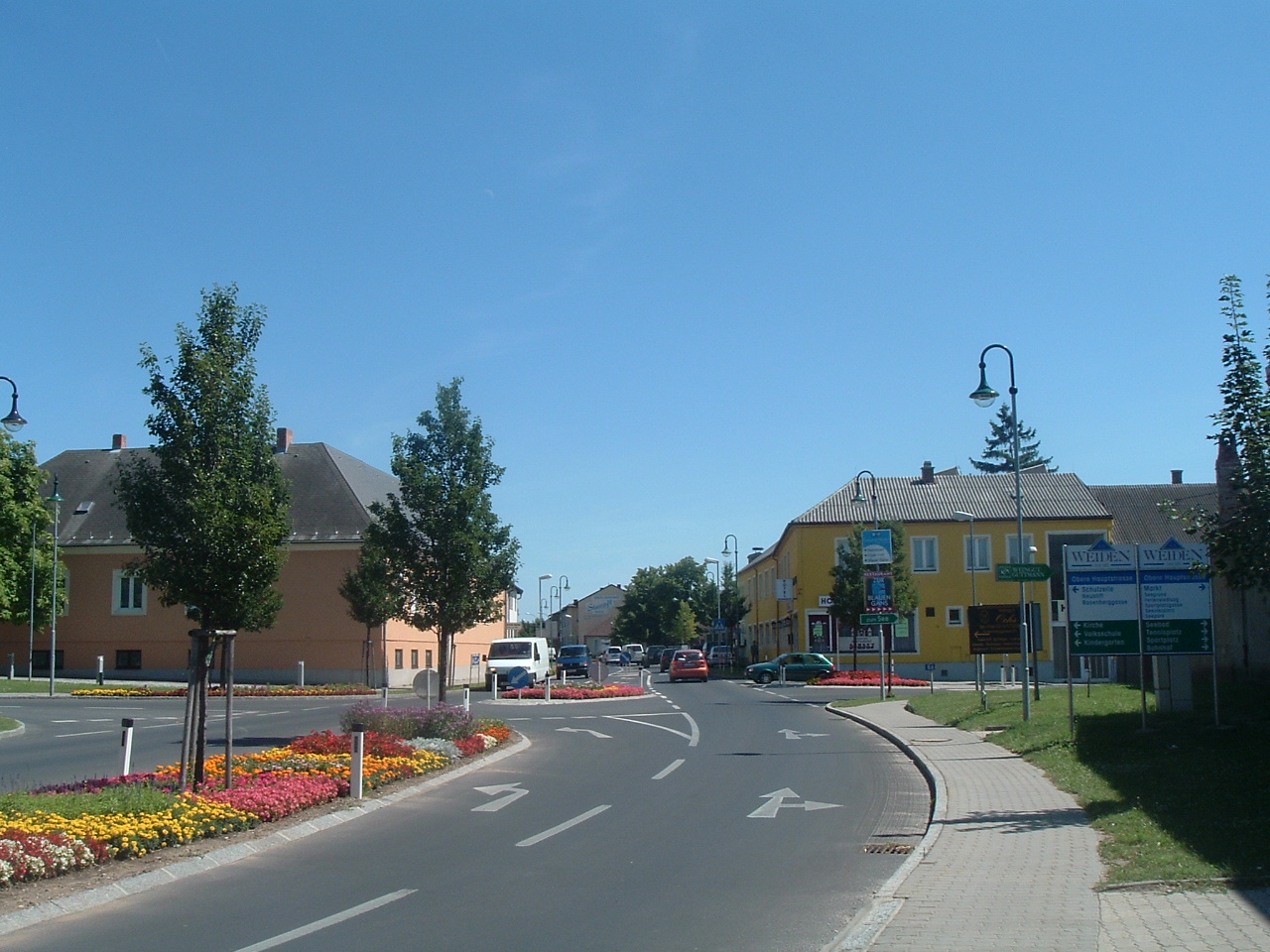
Weiden am See

## Geografie
Die Weinbaugemeinde am Nordostufer des Neusiedler Sees befindet sich etwa zwei Kilometer südöstlich von der Bezirkshauptstadt Neusiedl am See. Einzige Ortschaft ist Weiden am See, Ortsteile der Ortschaft sind die Feriensiedlung, die Siedlung Grenzgasse, der Seepark und die Strandbadsiedlung.
Die Gemeinde hat eine Fläche von 32,51 Quadratkilometer. Davon entfallen mehr als vierzig Prozent auf den Neusiedler See, 38 Prozent sind landwirtschaftliche Nutzfläche, elf Prozent Weingärten.

## Geschichte
Funde im Bereich der Grenzgasse zeigen, dass das Gebiet schon in der Jungsteinzeit besiedelt war. Aus der Bronzezeit wurden zwei Gräber mit Gefäßen als Grabbeigaben gefunden. Aus der Zeit der römischen Besatzung wurde ein Grab mit einem Steinsarkophag aus dem 2. bis 3. Jahrhundert nach Christus entdeckt.
Weiden wurde erstmals urkundlich 1338 als Weyden erwähnt und kam nach 1413 in den Besitz des Raaber (Győr) Domkapitels. 1588 verlieh Rudolf II. dem Ort das Marktrecht. Schwere Schäden erlitt der Ort im Zuge der Türkenkriege 1529 und 1683 sowie im Kuruzzenkrieg 1704 bis 1709. 1606 verwüstete ein Großbrand den Ort.
Der Ort gehörte wie das gesamte Burgenland bis 1920/21 zu Ungarn (sog. „Deutsch-Westungarn“). Seit 1898 musste aufgrund der Magyarisierungspolitik der Regierung in Budapest der ungarische Ortsname Védeny verwendet werden.
Nach Ende des Ersten Weltkriegs wurde nach zähen Verhandlungen der überwiegende Teil des deutschsprachigen Westungarns in den Verträgen von St. Germain und Trianon 1919 Österreich zugesprochen. Der Ort gehört seit 1921 zum neu gegründeten Bundesland Burgenland (siehe auch Geschichte des Burgenlandes). 1929–1930 wurde das Raaber Domkapitel bewogen, erhebliche landwirtschaftliche Flächen an die Einheimischen zu verkaufen, wodurch sich jedoch viele verschuldeten.
3 Jahre nach dem (von den Weidenern überwiegend begrüßten) „Anschluss“ Österreichs wurde die Gemeinde Weiden mit der Gemeinde Neusiedl am See zusammengelegt. Die in Weiden lebenden Juden litten unter dem Nationalsozialismus, im Ort wurden viele Zwangsarbeiter aus Osteuropa eingesetzt. Insbesondere gegen und nach dem Ende des Zweiten Weltkriegs litt die Bevölkerung von Weiden an den Kampfhandlungen und den wiederkehrenden Übergriffen der einmarschierenden Roten Armee sowie dem Mangel an Nahrungsmitteln und Baustoffen. Einige vertriebene Volksdeutsche siedelten sich in Weiden an. 1947 wurde die Zusammenlegung mit Neusiedl wieder rückgängig gemacht.
1955 wurden die Planungen für den Ausbau des Seebades begonnen, welches 1959 eröffnet und schon 1965 erweitert wurde. 1976 wurde die Seepark Weiden Verwaltungs- und Betriebsgesellschaft m.b.H. gegründet, die Errichtung der Wohnsiedlung Seepark mit 400 Wohneinheiten erfolgte (nicht zur Freude aller Weidener) in den 1980ern, wobei man versuchte, auf traditionelle lokale Gestaltungsformen zurückzugreifen.

### Bevölkerungsentwicklung
| Weiden am See: Einwohnerzahlen von 1869 bis 2025    | Weiden am See: Einwohnerzahlen von 1869 bis 2025 | Weiden am See: Einwohnerzahlen von 1869 bis 2025 | Weiden am See: Einwohnerzahlen von 1869 bis 2025 | Weiden am See: Einwohnerzahlen von 1869 bis 2025 |
| --------------------------------------------------- | ------------------------------------------------ | ------------------------------------------------ | ------------------------------------------------ | ------------------------------------------------ |
| Jahr                                                |                                                  |                                                  |                                                  | Einwohner                                        |
| 1869                                                | 1869                                             |                                                  | 1.033                                            | 1.033                                            |
| 1880                                                | 1880                                             |                                                  | 1.176                                            | 1.176                                            |
| 1890                                                | 1890                                             |                                                  | 1.301                                            | 1.301                                            |
| 1900                                                | 1900                                             |                                                  | 1.368                                            | 1.368                                            |
| 1910                                                | 1910                                             |                                                  | 1.364                                            | 1.364                                            |
| 1923                                                | 1923                                             |                                                  | 1.475                                            | 1.475                                            |
| 1934                                                | 1934                                             |                                                  | 1.656                                            | 1.656                                            |
| 1939                                                | 1939                                             |                                                  | 1.704                                            | 1.704                                            |
| 1951                                                | 1951                                             |                                                  | 1.678                                            | 1.678                                            |
| 1961                                                | 1961                                             |                                                  | 1.685                                            | 1.685                                            |
| 1971                                                | 1971                                             |                                                  | 1.701                                            | 1.701                                            |
| 1981                                                | 1981                                             |                                                  | 1.704                                            | 1.704                                            |
| 1991                                                | 1991                                             |                                                  | 1.875                                            | 1.875                                            |
| 2001                                                | 2001                                             |                                                  | 1.922                                            | 1.922                                            |
| 2011                                                | 2011                                             |                                                  | 2.262                                            | 2.262                                            |
| 2021                                                | 2021                                             |                                                  | 2.555                                            | 2.555                                            |
| 2025                                                | 2025                                             |                                                  | 2.597                                            | 2.597                                            |
| Quelle(n): Statistik Austria, Gebietsstand 1.1.2021 |                                                  |                                                  |                                                  |                                                  |

## Kultur und Sehenswürdigkeiten
- Pfarrkirche Weiden am See
- Durch Weiden am See führt der von Frauenkirchen kommende und bis zur Einbindung in den Jakobsweg Österreich in Haslau-Maria Ellend überwiegend im Burgenland verlaufenden Jakobsweg Burgenland.

Weiden (Mitte links) und Umgebung am damals ausgetrockneten Neusiedler See, um 1873 (Aufnahmeblatt der Landesaufnahme)

## Wirtschaft und Infrastruktur

### Wirtschaftssektoren
In den Jahren 1999 bis 2010 nahm die Anzahl der landwirtschaftlichen Betriebe von 250 auf 131 ab. Von diesen waren 77 Haupterwerbsbauern, die mehr als zwei Drittel der Flächen bewirtschafteten. Im Produktionssektor arbeiteten 36 Erwerbstätige in der Bauwirtschaft und 25 im Bereich Herstellung von Waren. Die wichtigsten Arbeitgeber des Dienstleistungssektors waren die Bereiche soziale und öffentliche Dienste (111) und der Handel (104 Mitarbeiter).
| Wirtschaftssektor            | Anzahl Betriebe | Anzahl Betriebe | Erwerbstätige | Erwerbstätige |
| Wirtschaftssektor            | 2011            | 2001            | 2011          | 2001          |
| ---------------------------- | --------------- | --------------- | ------------- | ------------- |
| Land- und Forstwirtschaft 1) | 131             | 250             | 98            | 119           |
| Produktion                   | 21              | 14              | 61            | 50            |
| Dienstleistung               | 149             | 54              | 343           | 205           |

1) Betriebe mit Fläche in den Jahren 2010 und 1999

### Arbeitsmarkt, Pendeln
Im Jahr 2011 lebten 1141 Erwerbstätige in Weiden am See. Davon arbeiteten 292 in der Gemeinde, beinahe zwei Drittel pendelten aus.

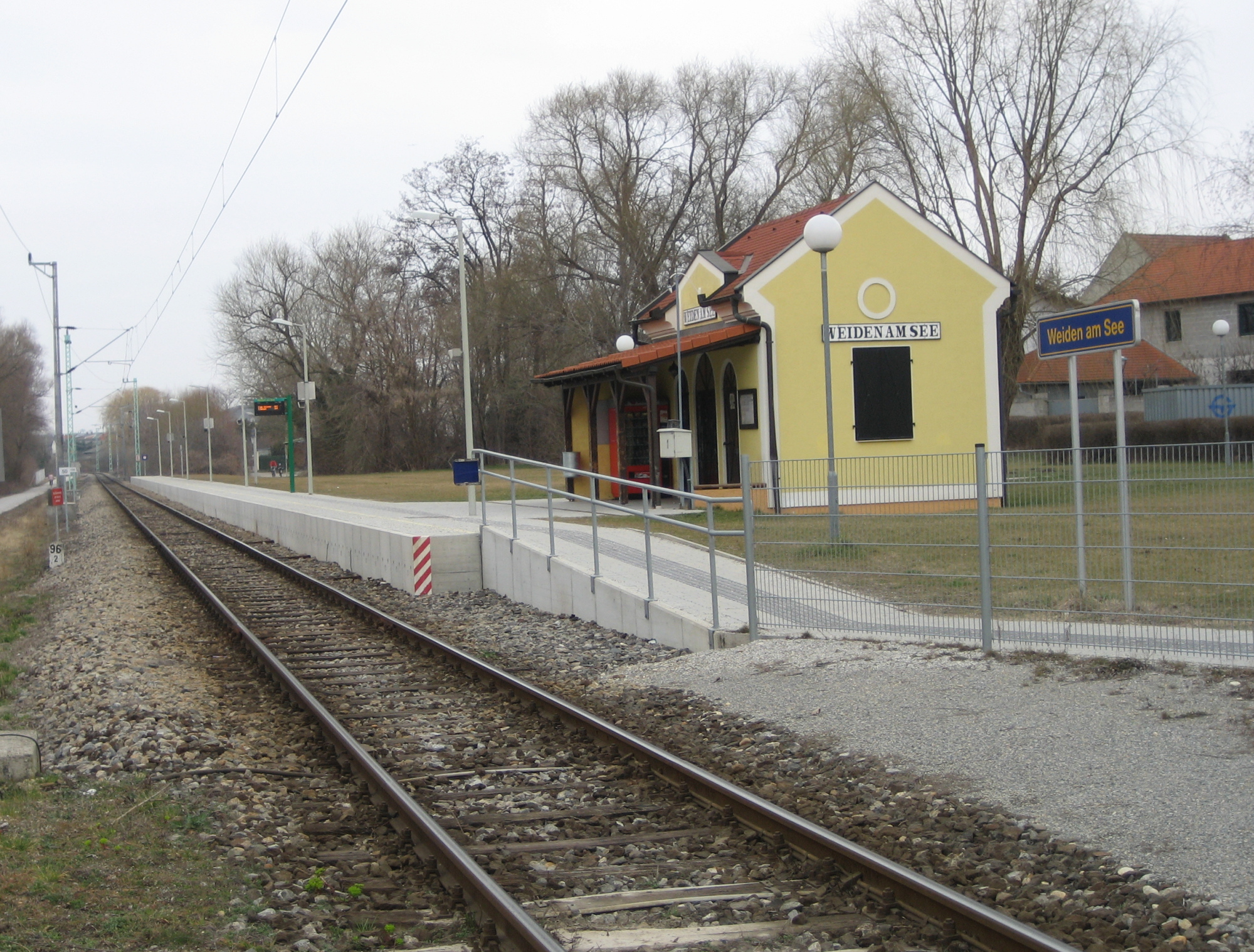
Bahnhof Weiden am See

### Verkehr
- Eisenbahn: Vom Bahnhof Weiden am See gibt es stündlich eine Direktverbindung nach Wien.[12]
- Straße: Durch den Ort verläuft die Neusiedler Straße B51. Die Ost Autobahn A4 streift das Gemeindegebiet im Norden.
- Rad: Durch Weiden führt der Neusiedler-See-Radweg.[13]

## Politik

### Gemeinderat
| Der Gemeinderat hat insgesamt 23 Sitze. - Mit den Gemeinderatswahlen im Burgenland 1997 hatte die Gemeindevertretung mit 21 Sitzen folgende Verteilung: 10 ÖVP, 6 UBW und 5 SPÖ. - Mit den Gemeinderatswahlen im Burgenland 2002 hatte die Gemeindevertretung mit 21 Sitzen folgende Verteilung: 12 ÖVP, 9 SPÖ. - Mit den Gemeinderatswahlen im Burgenland 2007 hatte die Gemeindevertretung mit 21 Sitzen folgende Verteilung: 11 ÖVP, 10 SPÖ. - Mit den Gemeinderatswahlen im Burgenland 2012 hat die Gemeindevertretung folgende Verteilung: 13 ÖVP, 7 SPÖ, und 3 GUW. - Mit den Gemeinderatswahlen im Burgenland 2017 hatte die Gemeindevertretung folgende Verteilung: 11 ÖVP, 7 SPÖ, 3 GUW und 2 UPW. - Mit den Gemeinderatswahlen im Burgenland 2022 hat die Gemeindevertretung folgende Verteilung: 10 ÖVP, 9 SPÖ und 4 ULW. | Die zur Anzeige dieser Grafik verwendete Erweiterung wurde dauerhaft deaktiviert. Wir arbeiten aktuell daran, diese und weitere betroffene Grafiken auf ein neues Format umzustellen. (Mehr dazu) |

### Bürgermeister
- 1997–2022 Wilhelm Schwartz (ÖVP)
- seit 2022 Heinrich Hareter (SPÖ)

Wahl 2017
In der Marktgemeinde Weiden am See konnte der bislang amtierende ÖVP-Bürgermeister Wilhelm Schwarz sein Amt bei der Stichwahl verteidigen. Er setzte sich gegen den SPÖ-Kandidaten Heinrich Hareter mit 951 zu 872 Stimmen durch. Die ÖVP verlor jedoch die absolute Mehrheit im Gemeinderat und fiel auf 45,80 % zurück (11 statt 13 Mandate). Die SPÖ legte um 0,8 Prozentpunkte zu und kam auf 29,85 %, womit sie ihre sieben Mandate weiterhin behalten konnte. Auf 12,78 % und erneut auf 3 Mandate kam die Liste Die Grünen und Unabhängigen Weiden am See. Auf 8,8 % (2 Mandate) kam die erstmals kandidierende Unabhängige Partei Weiden (UPW).
Wahl 2022
Bei der Wahl 2022 konnte beim ersten Wahlgang keiner der drei Kandidaten die absolute Mehrheit erringen. In der Stichwahl gewann Heinrich Hareter mit 57,73 Prozent der Stimmen.

### Wappen
Blasonierung: „Ein roter Schild, der in der Mitte von einem natürlichen Fluss gequert wird und die lateinische Bezeichnung ‚Lacus Fertö‘ in sich trägt. Aus einem sich aus dem Wappenboden erhebenden grünen Dreiberg wachsen zwei sich kreuzende grüne Reben mit zwei roten Trauben empor. Im oberen Teil rechts und links zwei goldene Sterne, in der Mitte ein großes silbernes W, die Initiale des Ortsnamens.“

### Städtepartnerschaften
- Weiden in der Oberpfalz,[23] seit 1969

## Persönlichkeiten
- Silvia Fuhrmann (* 1981), Politikerin
- Franz Glockner (1898–1947), Kammersekretär und Politiker der SPÖ
- Alexander Hareter (1883–1954), Kleinbauer und Politiker
- Karl Krikler (1915–1986), Politiker
- Max Matissek (* 1987), Windsurfer